# Agave cerulata
Agave cerulata är en sparrisväxtart som beskrevs av William Trelease. Agave cerulata ingår i släktet Agave och familjen sparrisväxter.

## Underarter
Arten delas in i följande underarter:
- A. c. cerulata
- A. c. dentiens
- A. c. nelsonii
- A. c. subcerulata

## Bildgalleri

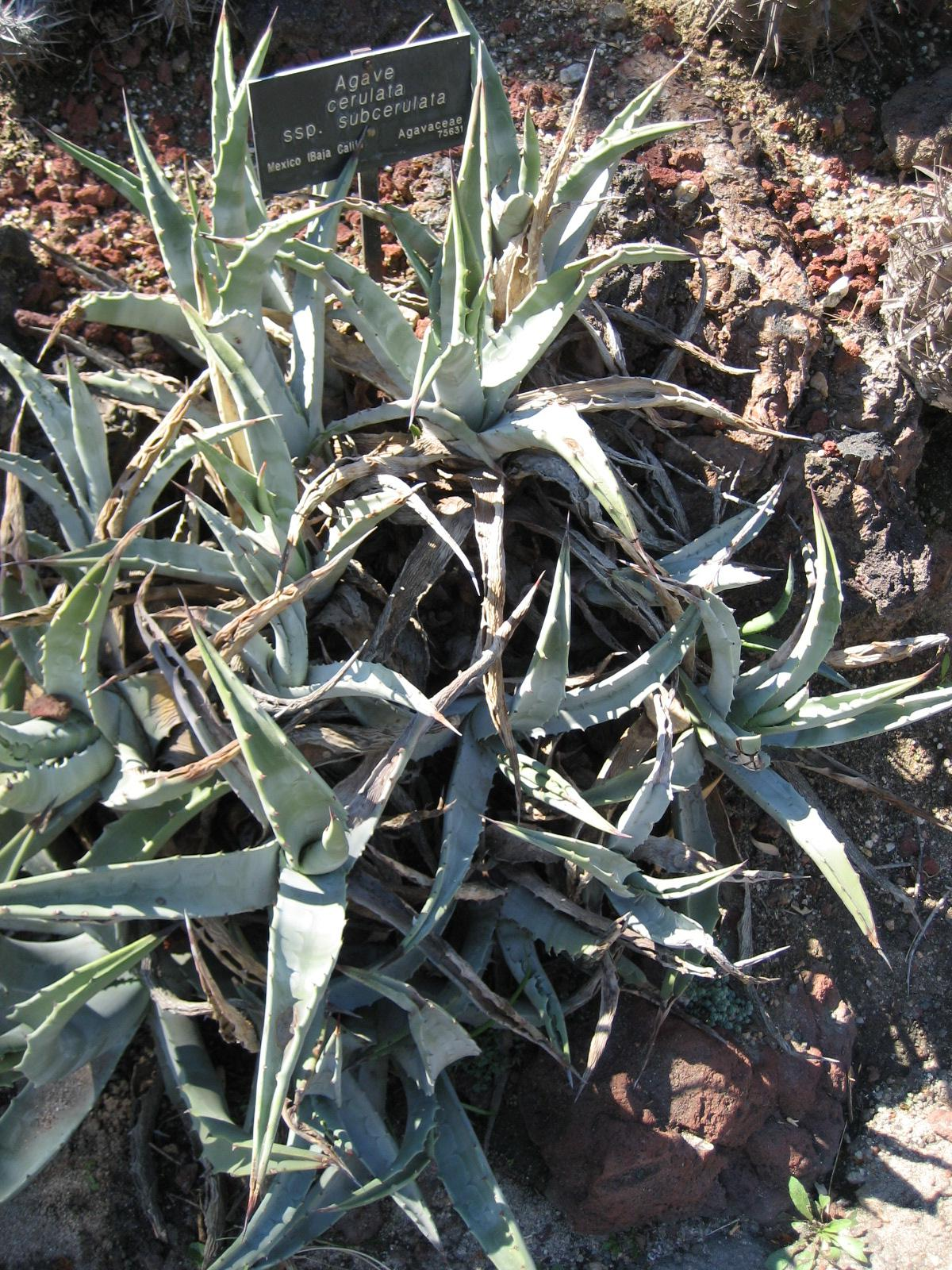